# Jo Jones
Jonathan David Samuel Jones (7 de octubre de 1911-3 de septiembre de 1985), más conocido como Jo Jones (y más tarde como Papa Jo Jones), fue uno de los más influyentes bateristas estadounidenses de jazz.
Jo Jones es a menudo confundido por otro baterista importante, Philly Joe Jones.  

## Biografía
Nacido en Chicago, Illinois, se fue a vivir a Alabama, finalmente incorporándose en la banda de Walter Page, los Blue Devils en Oklahoma City a finales de los años 20 del siglo XX. A partir de 1933, este conjunto de músicos, formados por Jones, Page, en el bajo, y Freddie Green en la guitarra, se convirtió en el núcleo de las distintas bandas de Count Basie.
Jones quedaría en la banda hasta 1948, para después seguir por su cuenta como codiciado músico de sesión, grabando en la década de los 50 con Illinois Jacquet, Billie Holiday, Teddy Wilson, Lester Young, Art Tatum, y Duke Ellington, además de volver a tocar con Basie en 1957 en el Festival de Jazz de Newport donde tocó con la orquesta de Basie y con el sexteto de Coleman Hawkins y Roy Eldridge.

## Discografía

### Como líder y colíder
- 1955: The Jo Jones Special
- 1957: At Newport Live
- 1958: Jo Jones Trio
- 1959: Jo Jones Plus Two
- 1960: Percussion and Bass (con Milt Hinton)
- 1960: Vamp 'Til Ready
- 1973: The Drums
- 1976: The Main Man
- 1978:  Papa Jo And His Friends
- 1985: Our Man, Papa Jo!
- 2018: The Drums
- 2019: Caravan

### Como músico de sesión
Con Milt Buckner
- Play Chords (1966)
- Deux Géants Du Jazz (1971)
- Buck and Jo (1972)
- Midnight Slows Vol 4 y 5 (1974)
- Blues For Diane (1974)
- Block Chords Parade (2002)

Con Joe Bushkin
- The Embers Live 1964 (2009)

Con Roy Eldridge
- Dales Wail (1954)

Con Ella Fitzgerald
- Ella at the Opera House (1958)

Con Coleman Hawkins
- The Hawk Flies High (1957)

Con Mary Osborne
- A Girl and Her Guitar (1960)

Con Oscar Peterson
- The Oscar Peterson Trio At Newport (1958)

Con Gene Rodgers
- Gene Rodgers With Slam Stewart And Jo Jones (1973)

Con Art Tatum
- Presenting... The Art Tatum Trio (1958)
- The Legendary 1956 Session (1990)

Con Joe Turner
- Poor Butterfly (2001)